# Geografia política da Argentina
A República Argentina tem uma geografia política caracterizada por um território de 2.780.400 km2, tornando-se o oitavo maior país do mundo, o maior país de língua espanhola e o segundo maior da América do Sul. Depois do Brasil, se os territórios reivindicados o forem contados, a Argentina seria o sétimo maior país do mundo (ultrapassando a Índia); as fronteiras de 11 968 km (com cinco países limítrofes: Bolívia, Brasil, Paraguai, Uruguai e Chile, destacando o último por ser o terceira maior fronteira do mundo) a costa de 4989 km e os rios, com destaque para o Paraná , El Salado Norte, Uruguai, Iguaçu e Bermejo
Esta dividida em 24 províncias, que se dividem em 530  departamentos divididos em cidades.

## Pontos extremos
| Pontos extremos da República Argentina | Pontos extremos da República Argentina               | Pontos extremos da República Argentina | Pontos extremos da República Argentina |
| Ponto cardinal                         | Lugar                                                | Coordenadas                            | Distâncias                             |
| -------------------------------------- | ---------------------------------------------------- | -------------------------------------- | -------------------------------------- |
| Norte                                  | Confluencia de os rios Grande de San Juan e Mojinete | 21° 42′ S, 66° 13′ O                   | 3694 km de distância                   |
| Sur                                    | Cabo San Pío                                         | 55° 03′ S, 66° 31′ O                   | 3694 km de distância                   |
| Leste                                  | Meta V (CNLI)                                        | 26° 14′ S, 53° 38′ O                   | 1408 km de distância                   |
| Oeste                                  | Parque Nacional os Glaciares                         | 50° 01′ S, 73° 34′ O                   | 1408 km de distância                   |

## Fronteiras

### Internacionais

#### Fronteira argentino-brasileira
Esta fronteira de 1263 km (que algumas fontes dizem em 1132 km ou 1 236, 20 aprox.), é uma fronteira com mal 25,10 de fronteira húmida é  com os estados de: Rio Grande do Sul,  e Paraná, enquanto as províncias que limitam com Brasil são: Missões e Correntes.

#### Fronteira argentino-boliviana
Esta fronteira de 942 km  (que algumas fontes dizem em 742 ) é com os departamentos de: Tarija e Potosí, enquanto  as províncias argentinas que limitam com Bolívia são: Salta e Jujuy.

Disputa da Lagoa do Deserto entre Argentina e Chile

#### Fronteira argentino-chilena
Esta fronteira de 6691 km (que algumas fontes dizem 5150, 5308 ou 5300) é a terça maior do mundo.

#### Fronteira argentino-paraguaia
Nesta fronteira de 2531 km (que algumas fontes dizem em 1699 ou 1690)  só limitam: Formosa, Missões e Correntes.

#### Fronteira argentino-uruguaia

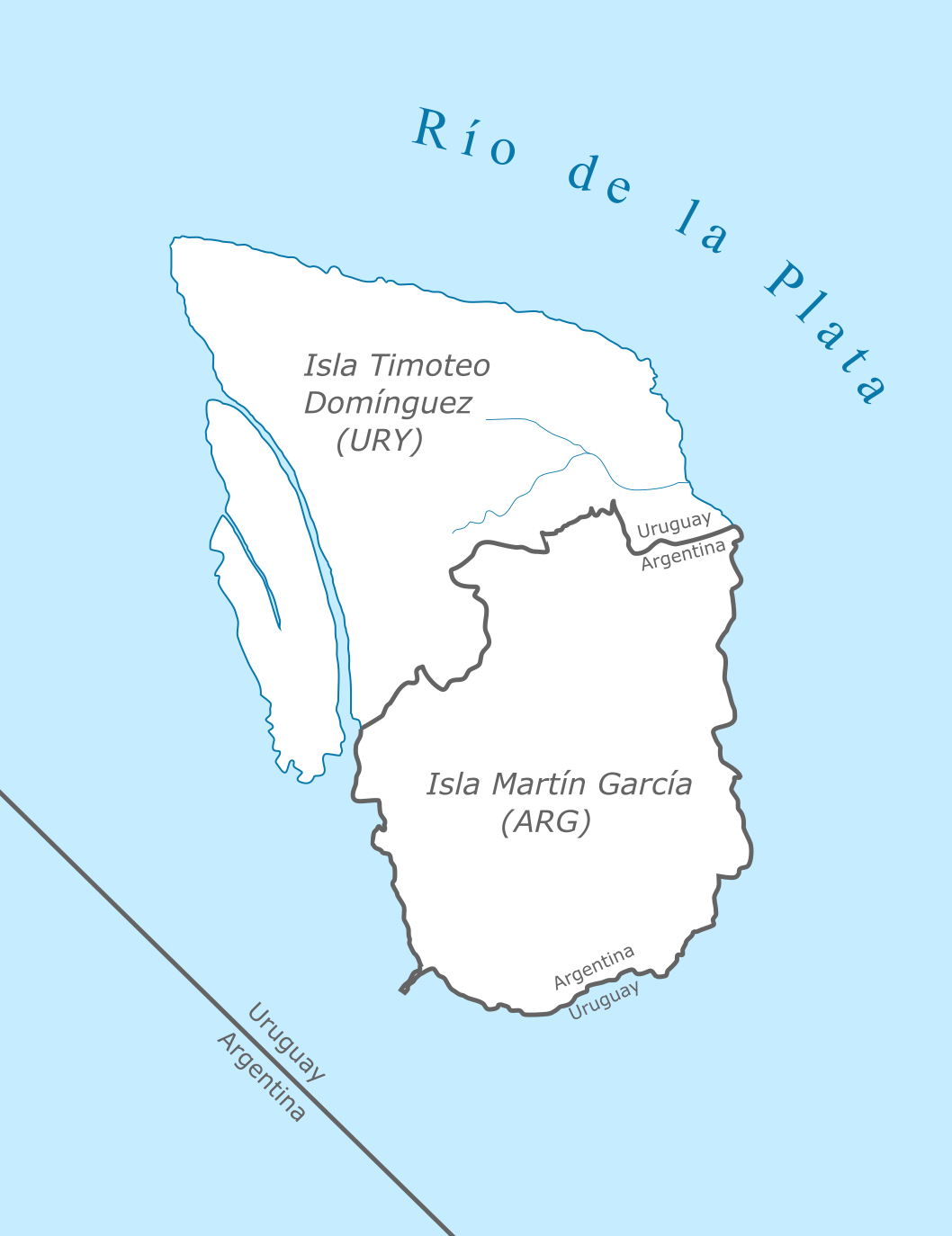
Mapa da Ilha Martín García (chamado Timoteo Dominguez em Uruguai) é um enclave argentino em dito país, de mal 1800 mt2

Esta fronteira de 541 km (que algumas fontes dizem em 887ou 495) é a mais curta de Argentina, sendo em sua maioria por água, mais especificamente pelo  Rio da Prata, onde Argentina tem 392 km de costa.

## Províncias

Mapa das entidades de segundo e primeiro nível em Argentina

| Província              | Província                | População em milhões | Superfície em milhares (km2) | Capital                   |
| ---------------------- | ------------------------ | -------------------- | ---------------------------- | ------------------------- |
| Salta                  | Salta                    | 1.214                | 155                          | Salta                     |
| Buenos Aires           | Buenos Aires             | 15.625               | 307                          | A Prata                   |
| Buenos Aires           | Grande Buenos Aires      | 9.916                | 3                            | -                         |
| Buenos Aires           | Interior de Buenos Aires | 5.708                | 303                          | -                         |
| Ciudad de Buenos Aires | Ciudad de Buenos Aires   | 2.890                | 0.20                         | -                         |
| San Luis               | San Luis                 | 0.432                | 76                           | San Luis                  |
| Entre Ríos             | Entre Ríos               | 1.235                | 78                           | Paraná                    |
| La Rioja               | La Rioja                 | 0.333                | 89                           | A Rioja                   |
| Santiago del Estero    | Santiago del Estero      | 0.874                | 136                          | Santiago do Estero        |
| Chaco                  | Chaco                    | 1.055                | 99                           | Resistência               |
| San Juan               | San Juan                 | 0.681                | 89                           | San Juan                  |
| Catamarca              | Catamarca                | 0.367                | 102                          | S.F. do Vale de Catamarca |
| La Pampa               | La Pampa                 | 0.318                | 143                          | Santa Rosa                |
| Mendoza                | Mendoza                  | 1.738                | 148                          | Mendoza                   |
| Misiones               | Misiones                 | 1.101                | 29                           | Posadas                   |
| Formosa                | Formosa                  | 0.530                | 72                           | Formosa                   |
| Neuquén                | Neuquén                  | 0.551                | 94                           | Neuquén                   |
| Río Negro              | Río Negro                | 0.638                | 203                          | Viedma                    |
| Santa Fe               | Santa Fe                 | 3.194                | 133                          | Santa Fé do Lado Cruz     |
| Tucumán                | Tucumán                  | 1.448                | 22                           | S.M. de Tucumán           |
| Chubut                 | Chubut                   | 0.509                | 224                          | Rawson                    |
| Tierra del Fuego       | Tierra del Fuego         | 0.127                | 1002                         | Ushuaia                   |
| Corrientes             | Corrientes               | 0.992                | 88                           | Correntes                 |
| Córdoba                | Córdoba                  | 3.308                | 165                          | Córdoba                   |
| Jujuy                  | Jujuy                    | 0.673                | 53                           | S.S. de Jujuy             |
| Santa Cruz             | Santa Cruz               | 0.273                | 243                          | Rio Galegos               |

| Oceano Pacífico | Peru        | Peru        | Bolivia Bolivia | Bolivia Bolivia      | Paraguai                                                | Paraguai         | Brasil Brasil | Brasil Brasil        |
| Mar chileno     | Mar chileno | Chile Chile | Chile Chile     |                      | Paraguai                                                | Paraguai         | Brasil Brasil | Oceano Atlántico Sur |
| Mar chileno     | Mar chileno | Chile Chile | Chile Chile     | Brasil Brasil        |                                                         |                  | Brasil Brasil | Oceano Atlántico Sur |
| Mar chileno     | Mar chileno | Chile Chile | Chile Chile     | Rio da Prata         | Uruguai                                                 | Mar Argentino    |               | Oceano Atlántico Sur |
| Mar chileno     | Mar chileno | Chile Chile | Chile Chile     | ( )                  | Mar Argentino                                           | Mar Argentino    |               | Oceano Atlántico Sur |
| Mar chileno     | Mar chileno | Chile Chile | Chile Chile     | Mar Argentino        | Mar Argentino                                           | Oceano Atlántico |               | Oceano Atlántico Sur |
| Mar chileno     | Mar chileno | Chile Chile | Chile Chile     | Mar Argentino        | Predefinição:Country data Islas Malvinas ( Reino Unido) | Mar do Scotia    |               | Oceano Atlántico Sur |
| Mar chileno     | Mar chileno | Mar Chileno | Mar Chileno     | Bilhete de Drake     | Mar Argentino                                           | Mar Argentino    | Mar de Weddel | Oceano Atlántico Sur |
| Mar chileno     | Mar chileno | Mar Chileno | Mar Chileno     | Mar de Belingshausen | Mar Argentino                                           | Antártida        | Mar de Weddel | Oceano Atlántico Sur |

## Hidrografía

### Lagos
Os lagos maiores de Argentina são:
1. Laguna Mar Chiquita, com 6000km2
2. Lago Argentino, com 1466km2
3. Lago Viedma, com 1088km2
4. Lago Buenos Aires (chamado Geral Carreira em Chile), com 1850km2
5. Lago San Martín, com 1013km2
6. Lago Nahuel Huapi, com 557km2
7. Lago Fagnano, com 590km2
8. Lago Cardiel, com 480km2

### Rios
| Posto | Rio                                | Longitude (km) | Lugar por onde passa                      | Lugar por onde passa                                       | Lugar por onde passa | Imagem | Imagem | Nota                                      |
| Posto | Rio                                | Longitude (km) | País(é)                                   | Província(s)                                               | Mapa                 | Mapa   | Foto   | Nota                                      |
| ----- | ---------------------------------- | -------------- | ----------------------------------------- | ---------------------------------------------------------- | -------------------- | ------ | ------ | ----------------------------------------- |
| 1°    | Rio Paraná                         | 4880           | Paraguay Paraguay Brasil Brasil Argentina | Misiones Corrientes Chaco Santa Fe Entre Ríos Buenos Aires |                      |        |        | Rio mais importante da Bacia do Prata     |
| 2°    | Rio Salgado Norte ou Rio Juramento | 2210           | Argentina                                 | Salta Santiago del Estero Santa Fe                         |                      |        |        | Tem uma Bacia hidrográfica de 125 000 km2 |
| 3°    | Rio Uruguai                        | 1838           | Uruguai · Brasil Brasil · Argentina       | Misiones Corrientes Entre Ríos                             |                      |        |        |                                           |
| 4°    | Rio Iguazú                         | 1320           | Brasil Brasil Argentina                   | Misiones                                                   |                      |        |        |                                           |
| 5°    | Rio Bermejo                        | 1060           | Argentina Bolivia Bolivia                 | Jujuy Salta Chaco Formosa                                  |                      |        |        |                                           |